# K83 155mm榴弾砲
K83 155mm榴弾砲（フィンランド語: 155 kanuuna 83 ）は、フィンランドのTampella社が開発した牽引式榴弾砲である。

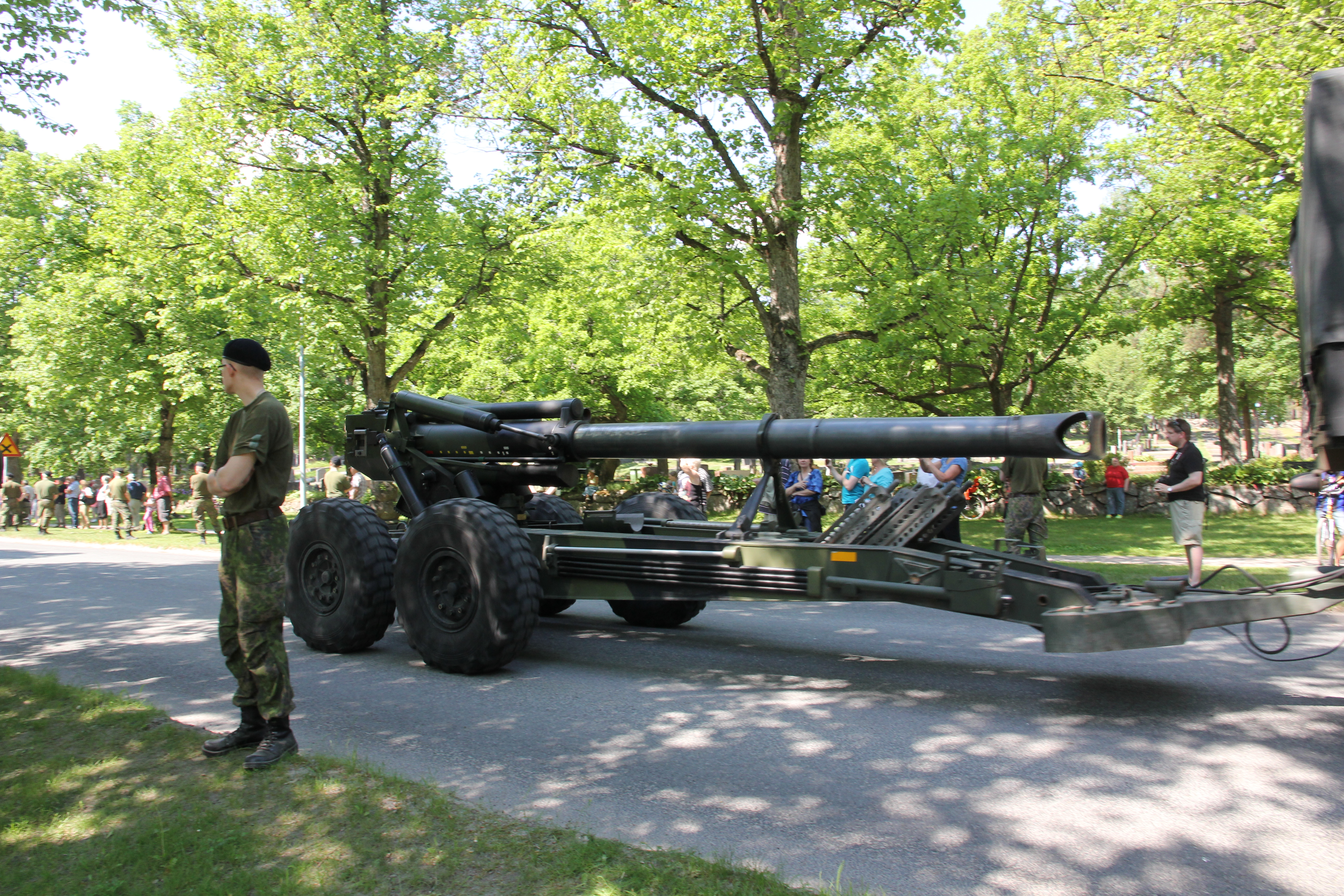
牽引中のK83-97榴弾砲

## 概要
1960年代にTampella社が開発した「K60 122mm榴弾砲」を代替するため、1983年制式採用されフィンランド陸軍に配備された。
1998年には本砲を基にした、砲身を52口径に延長、補助動力装置（APU）を装備して短距離なら自走できる「K98 155mm榴弾砲」が採用された。

## スペック
- 口径：155mm
- 砲身長：39口径 (6 m)
- 全長：m
- 全幅：m
- 重量：10,000kg
- 砲架：開脚式
- 仰角：　/+70°
- 旋回角：
- 運用要員：名
- 発射速度：8発/分、(バースト　3発/15 秒)
- 初速： 800m/秒
- 砲弾：43-46kg
- 射程：23,000m（通常弾）/30,000m（長射程弾）

## 使用国
- フィンランド ：108門